# Ugly Delicious
Ugly Delicious ist eine US-amerikanische Dokumentar- und Kulinarik-Fernsehserie, die auf Netflix ausgestrahlt wird. Die Serie wurde von dem Starkoch David Chang entwickelt und moderiert. In Ugly Delicious werden verschiedene Aspekte der Küche und Esskultur erforscht und diskutiert.

## Inhalt
Ugly Delicious erkundet die vielfältige Welt der Küche und setzt sich mit unterschiedlichen Aspekten des Essens auseinander. David Chang, ein Koch und Restaurantbesitzer, reist durch verschiedene Länder und Städte, um deren Essgewohnheiten, kulinarische Traditionen und Innovationen zu entdecken.
Die Serie beleuchtet nicht nur die beliebten und ästhetisch ansprechenden Gerichte, sondern auch die weniger bekannten und als unattraktiv angesehenen Speisen. Chang und sein Team erkunden die Schönheit und den Geschmack hinter vermeintlich „hässlichen“ oder unkonventionellen Gerichten und stellen dabei Fragen zur Identität, Tradition, Geschichte und Kultur des Essens.
Jede Folge konzentriert sich auf ein bestimmtes Thema oder eine bestimmte Küche, wie beispielsweise Pizza, Tacos, BBQ oder Fried Chicken. Dabei werden Experten, Köche, Restaurantbesitzer und andere Persönlichkeiten der kulinarischen Welt eingeladen, um ihre Erfahrungen und Meinungen zu teilen.
Die Serie kombiniert unterhaltsame und informative Inhalte und bietet den Zuschauern einen Einblick in die komplexe und faszinierende Welt des Essens.

## Produktion und Veröffentlichung
Ugly Delicious wurde am 23. Februar 2018 auf Netflix veröffentlicht. Die Serie wurde von David Chang und Morgan Neville entwickelt. Chang, der Gründer des Momofuku-Restaurantimperiums und ein preisgekrönter Koch, fungiert auch als Moderator der Show. Die zweite Staffel der Serie wurde im März 2020 veröffentlicht. Die zweite Staffel enthielt nur halb so viele Episoden wie die erste, was wahrscheinlich auf Changs immer volleren Terminkalender und die Geburt seines ersten Kindes zurückzuführen war.

## Episodenliste

### Staffel 1
| Nr. (ges.) | Nr. (St.) | Deutscher Titel     | Originaltitel     |
| --- | --------- | ------------------- | ----------------- |
| 1 | 1         | Pizza               | Pizza             |
| 2 | 2         | Tacos               | Tacos             |
| 3 | 3         | Kochen zu Hause     | Home Cooking      |
| 4 | 4         | Garnelen und Krebse | Shrimp & Crawfish |
| 5 | 5         | Barbecue            | BBQ               |
| 6 | 6         | Fried Chicken       | Fried Chicken     |
| 7 | 7         | Gebratener Reis     | Fried Rice        |
| 8 | 8         | Gefüllt             | Stuffed           |
| Alle Episoden wurden am 23. Februar 2018 sowohl in Originalsprache als auch in deutscher Sprache bei Netflix veröffentlicht. |           |                     |                   |

### Staffel 2
| Nr. (ges.) | Nr. (St.) | Deutscher Titel        | Originaltitel       |
| --- | --------- | ---------------------- | ------------------- |
| 9 | 1         | Speisekarte für Kinder | Kids Menu           |
| 10 | 2         | Alles Curry oder was?  | Don’t Call It Curry |
| 11 | 3         | Für Steak um die Welt  | Steak               |
| 12 | 4         | Fleisch am Spieß       | As The Meat Turns   |
| Alle Episoden wurden am 6. März 2020 sowohl in Originalsprache als auch in deutscher Sprache bei Netflix veröffentlicht. |           |                        |                     |

## Rezeption
Die Serie fiel überwiegend positiv aus. Auf Rotten Tomatoes meldete eine Bewertung von 100 % und einer durchschnittlichen Bewertung von 8,33/10 für die erste Staffel. Metacritic gab der Serie ein durchschnittliche Punktzahl von 77/100. Greg Morabito von Eater nannte die erste Staffel der Serie „wahnsinnig gut“. Jen Chaney von Vulture lobte die erste Staffel der Show dafür, dass sie wichtige kulturelle Themen ansprach und „einen höchst egalitären Ansatz in der Küche“ verfolgte.